# Софора золотистолистная
Софора золотистолистная (лат. Sophora chrysophylla) ― вид многолетнего растения рода Софора семейства Бобовые (Fabaceae).

## Распространение
Золотистолистная софора ― эндемик Гавайских островов и может быть найдена на всех основных островах, за исключением Ниихау и Кахоолаве. 
Может расти на высоте от 30 до 2900 м (98―9500 футов) над уровнем моря. Больше всего распространена и вырастает выше всего в горных сухих лесах на высоте 1220―2440 м (4000-8000 футов) над уровнем моря. Софора золотистолистная и Myoporum sandwicense составляют основу сухих лесов субальпийского пояса Восточного Мауи и острова Гавайи.

## Морфология

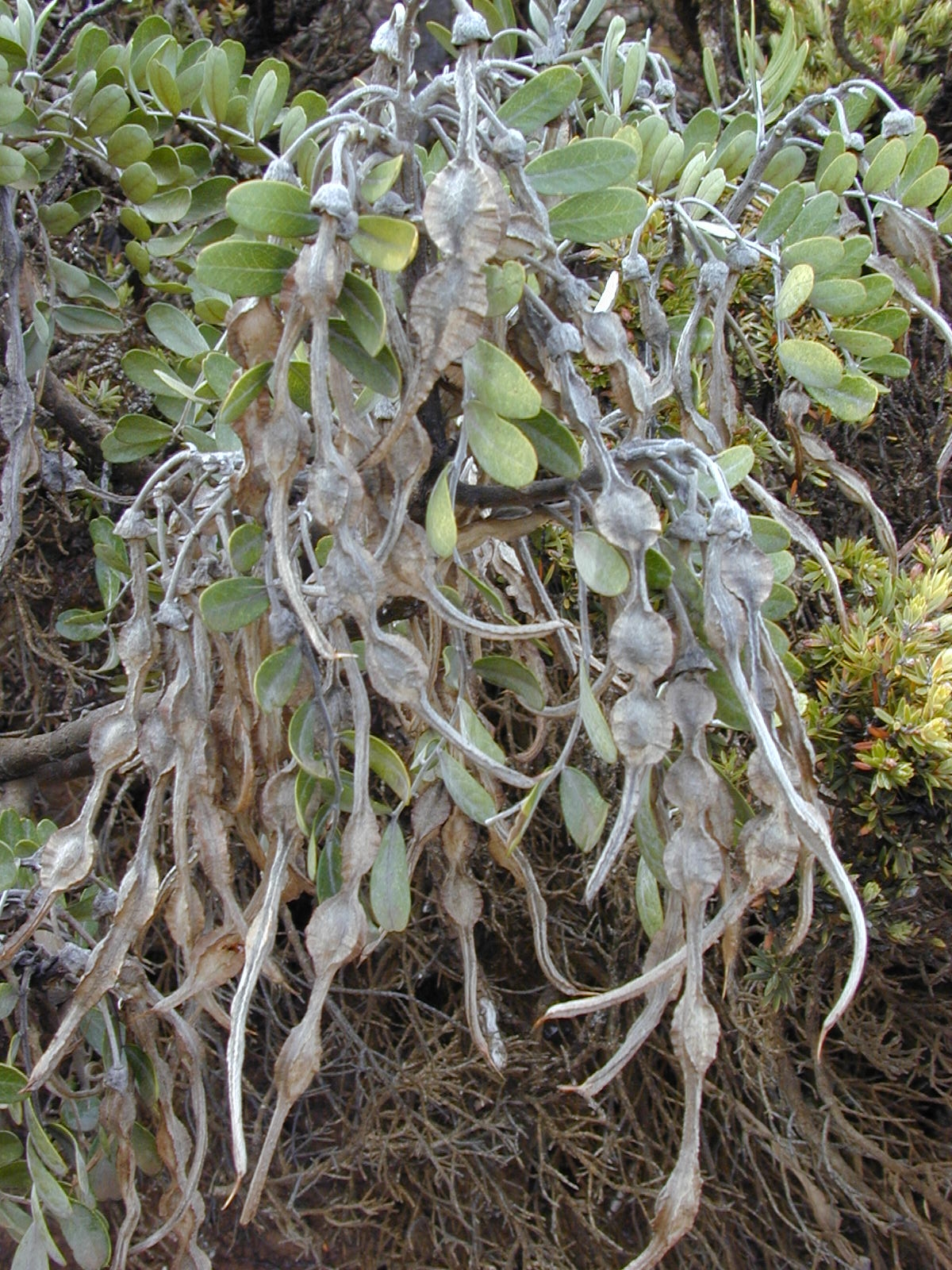

Высоко полиморфное растение, кустарник или дерево. Древесная форма может вырасти до 15 м (49 футов) высотой. У софоры золотистолистной золотисто-коричневые ветви. Древесина золотистолистной софоры плотная, твёрдая и прочная.
У растения перистые листья с 6―10 парами листочков. Каждый листочек 0,7―5 см (0,28―2,0 дюйма) длиной и 0,3―2,3 см (0,12―0,91 дюйма) шириной. Листья гладкие или с серыми или жёлтыми волосками на нижней стороне.
Цветы находятся у основания листьев или на конце ветвей, собраны в пазушные или конечные кисти. Венчики жёлтые. Лепестки 11,5―21 мм (0,45―0,83 дюйма) длиной и 8―12 мм (0,31―0,79 дюйма) шириной. Цветёт зимой и весной. Пик цветения приходится на середину весны. 
Стручки остаются на дереве в течение большей части года. Они искривлённые, от коричневого до коричнево-серого цвета, имеют четыре лопасти, 2―16 см (0,79―6,3) см длиной и обычно 1,5 см (0,59 дюйма) шириной. Стручки сильно сжаты вокруг жёлто-оранжевых или коричневых бобов длиной 6,35 мм (0,25 дюйма). Необработанные бобы имеют 5% всхожести.

## Практическое использование

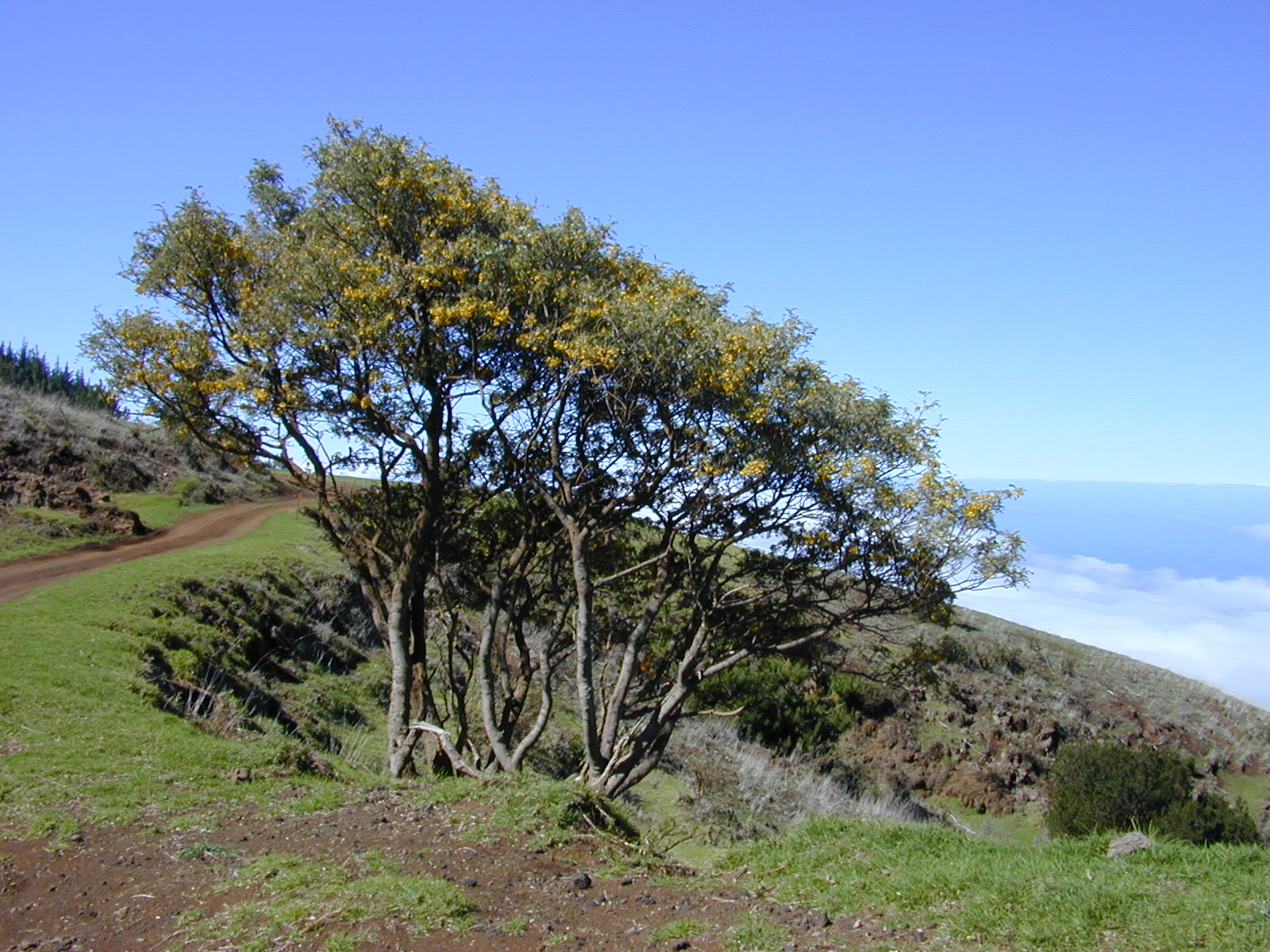

Твёрдая, прочная древесина золотистолистной софоры использовалась гавайцами для свай и балок до 5 см (2,0 дюйма) в диаметре, кольев, копий, черенков лопат, кувалд, скребков, топорищ и в качестве дров. Владельцы крупного рогатого скота использовали её для изгородей.
В медицине цветы используются как вяжущее средство. 
Древесина использовалась также в религиозных ритуалах для ограждения от зла. Религиозный вождь обёртывал часть ствола золотистолистной софоры в тёмную ткань и использовал как символ своей власти.

## Экология
Золотистолистная софора подвергается опасности в основном со стороны палилы (Loxioides bailleui), которая питается исключительно незрелыми бобами растения. Она также вьёт гнёзда в ветвях софоры. Гусеницы моли Cydia также поедают бобы софоры и в свою очередь поедаются цветочницами. И птицы, и гусеницы питаются зародышами бобов, оставляя только оболочку.
Для других животных бобы софоры золотистолистной чрезвычайно ядовиты. Мексиканская чечевица (Carpodacus mexicanus) погибает в течение нескольких минут после поедания бобов. Золотистолистная софора использует двухуровневую биохимическую защитную систему: оболочки боба содержат около 4% фенола, который придаёт им неприятный вкус и аромат. Они также немного ядовиты и содержат большое количество целлюлозы. Животные, пытающие съесть бобы, вероятно сразу не погибнут, но будут иметь отрицательный опыт. Зародыши бобов содержат смертельную дозу ядовитого алкалоида квинолизидина (более 4% от сухого веса). Гавайская цветочница и моль развили в себе способность иметь дело с ядовитыми веществами. Гавайская цветочница Loxioides bailleui, например, может длительное время употреблять смертельную дозу цитизина, которая убивает лабораторную мышь. И цветочница, и моль в результате естественного отбора, кажется, способны распознать и избежать негативного влияния большинства ядовитых деревьев. Гусеницы моли Cydia в состоянии расщепить ядовитые вещества. Они не выводят алкалоиды из собственного обмена веществ, но содержат в себе сведения о таких веществах, как фенол, содержащийся в оболочке бобов. Содержание фенола в оболочке бобов, однако, не останавливает животных, имеющих покровительственную окраску, подобную софоре золотистолистной. Запах фенола не отпугивает цветочниц (они ведь едят гусеницы моли, которые имеют запах и вкус софоры), и они не едят оболочку бобов из-за низкого содержания в них калорий. Как поступают цветочницы с ядами не известно.
Дикие козы и овцы охотно поедают бобы этого растения, нанося урон популяции деревьев. О токсичности листьев софоры ничего не известно; известно, что Uresiphita polygonalis virescens, гусеницы которой поедают листья софоры, имеет предупреждающую окраску. Крупный рогатый скот может уничтожать деревья, вытаптывая их корни. Пожары также повреждают деревья, хотя эти деревья и после пожаров могут давать побеги. Что касается болезней, то антракноз, вызываемый сумчатыми грибами Botryosphaeria mamane, уничтожает заражённые деревья (Gardner, 1997). Софора золотистолистная хорошо растёт в тех районах, где нет овец и коз, а стада крупного рогатого скота малочисленны. Растение искусственно высаживается для восстановления популяции и дерева, и цветочниц Loxioides bailleui и восстановления местной экосистемы.